# Kapaemahu (Film)
Kapaemahu ist ein animierter Kurzfilm von Hinaleimoana Wong-Kalu, Dean Hamer und Joe Wilson, der beim Tribeca Film Festival 2020 erstmals vorgestellt wurde.

## Handlung

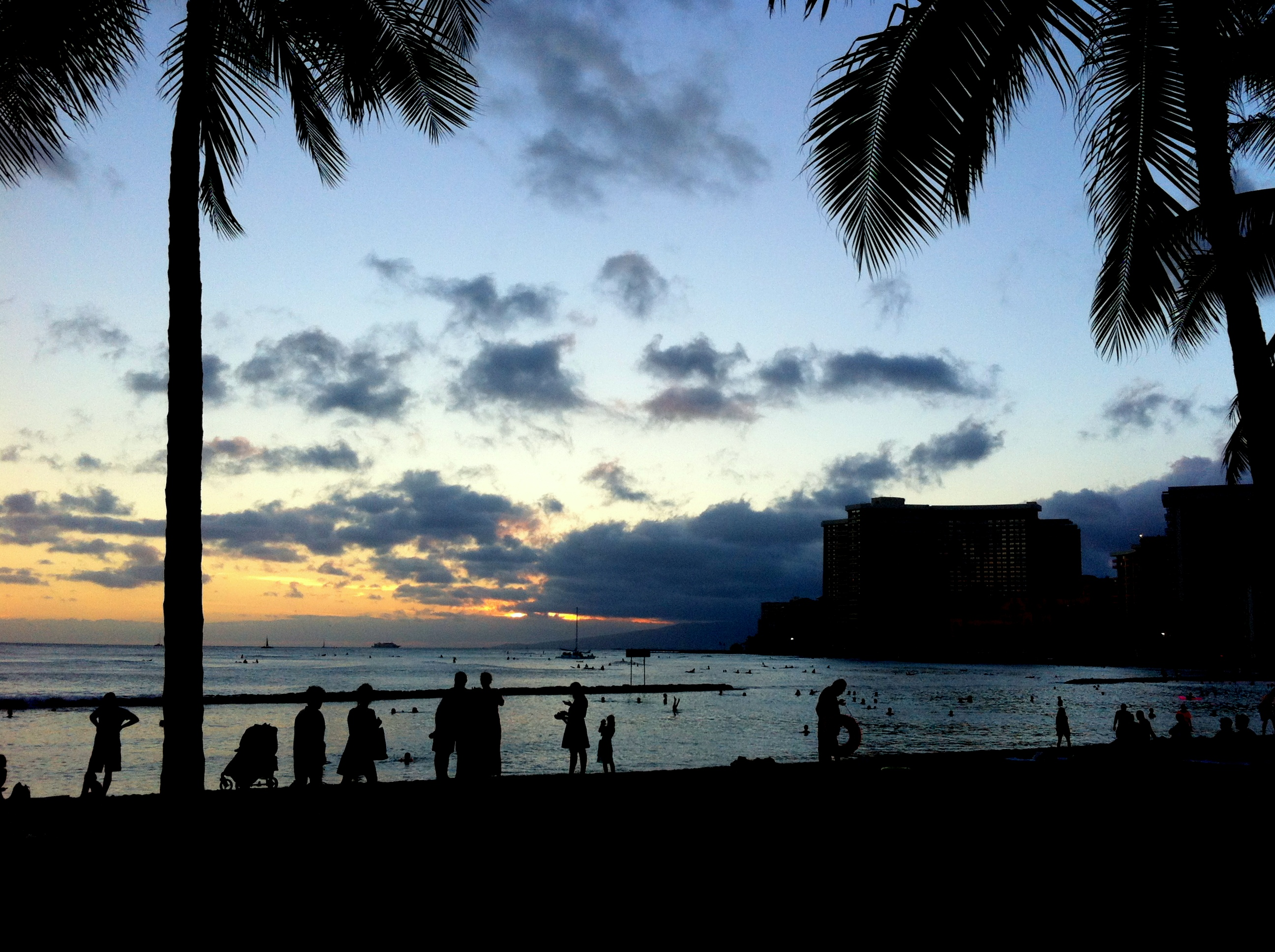
Die vier Steine befinden sich heute am Rand des Kūhiō Beach Parks in Honolulu

Lange bevor die Europäer diese Insel als Oʻahu kennenlernen sollen, machen die Bewohner der Insel im Pazifischen Ozean die Bekanntschaft von vier außergewöhnlichen Individuen. Kahaloa, Kinohi, Kapuni und Kapaemahu kommen von Tahiti nach Hawaii und verfügen über eine sowohl männliche als auch weibliche Seele. Zudem beherrschen die Zwitterwesen mit den tiefen Stimmen die Heilkünste, werden von den Menschen aber auch wegen ihrer sanften Art geliebt. Ein aufgewecktes Kind wird Zeuge, wie diese Besucher auf ihre Insel kommen und wie sie mit ihren Kräften vier riesige Felsbrocken durchwirken, die nach ihrem Weggehen dort noch lange Zeit am Strand verbleiben sollen.

## Produktion
Als Kapaemahu werden vier große Steine auf Oʻahu im Herzen von Waikīkī bezeichnet. Sie werden auch „Die Steine des Lebens“ oder „Nā Pōhaku Ola Kapaemahu a Kapuni“ genannt und sollen das Mana, die Kraft, von vier Zauberern enthalten, die vor langer Zeit von Tahiti nach ʻOahu kamen, möglicherweise um 400 nach Christus. Nach dieser alten Legende besaßen die vier Māhū mit den Namen Kahaloa, Kinohi, Kapuni und Kapaemahu Heilkräfte. Als Māhū werden in hawaiischen und tahitianischen Kulturen Personen des dritten Geschlechts bezeichnet, mit besonderen spirituellen und sozialen Rollen innerhalb der Kultur. Die vier ließen sich für einige Zeit in Waikīkī in der Nähe des heutigen Moana Surfrider Hotels nieder und halfen den Inselbewohnern, indem sie ihre Schmerzen linderten. Derzeit befinden sich die Steine in Form eines Denkmals platziert am westlichen Ende des Kūhiō Beach Park.
Dem Drehbuch des Films liegt die erste aufgezeichnete Version der mündlichen Überlieferung dieser Geschichte zugrunde, ein handschriftliches Manuskript, das sich in den Archiven der Universität von Hawaii befindet.
Regie führten Hinaleimoana Wong-Kalu, Dean Hamer und Joe Wilson. Wong-Kalu ist eine Kanaka, eine Native Hawaiian. Daher wollte sie einen Film über Kapaemahu machen und ihn in ʻŌlelo Niʻihau erzählen, der einzigen Form des Hawaiischen, die seit der Ankunft von Fremden ununterbrochen gesprochen wurde.
Die Premiere erfolgte beim Tribeca Film Festival 2020, wo er den Teilnehmern online erstmals zur Verfügung gestellt wurde. Im März 2021 soll der Film beim online stattfindenden Manchester Film Festival gezeigt werden.

## Auszeichnungen
Im Februar 2021 wurde Kapaemahu als einer von zehn animierten Kurzfilmen in eine Vorauswahl der Academy of Motion Picture Arts and Sciences für die Oscarverleihung 2021 aufgenommen.
Oxford Film Festival 2021
- Nominierung im LGBTQIA+ Shorts Competition[10]

Palm Springs International Film Festival 2020
- Nominierung als Bester LGBT+-Kurzfilm[11]

Tribeca Film Festival 2020
- Special Mention[12]